# Anthurium ranchoanum
Anthurium ranchoanum är en kallaväxtart som beskrevs av Adolf Engler. Anthurium ranchoanum ingår i släktet Anthurium och familjen kallaväxter. Inga underarter finns listade.